# 丹羽雅子
丹羽 雅子（にわ まさこ、1933年11月21日 - 2019年1月25日）は、日本の家政学者。奈良女子大学名誉教授。専門は被服学。

## 人物
工学に女性らしい感性の視点を取り入れ、川端季雄京大教授と風合いの研究を行った。
日本の国立大学における初の女性学長として、1997年4月1日に奈良女子大学第8代学長に就任した。2003年3月31日まで学長を務めた。その後、国立大学法人評価委員会委員（第一期）、中央教育審議会委員を務めた。
夫は体育学者・奈良女子大学名誉教授の丹羽劭昭（たかあき、1931年 - ）。

## 略歴
- 奈良女子大学卒。
- 1966年（昭和41年） 4月 - 奈良女子大学家政学部講師
- 1968年（昭和43年）11月 - 「被服材料の力学的性能に関する基礎的研究」で京都大学より工学博士の学位を取得。
- 1969年（昭和44年） 4月 - 奈良女子大学家政学部助教授
- 1978年（昭和53年） 4月 - 奈良女子大学家政学部教授
- 1987年（昭和62年） 5月 - 西北紡織工学院客員教授（現：西安科学技術大学）(中国)
- 1992年（平成 4年）10月 - The Textile Institute（英国）Fellow
- 1993年（平成 5年）10月 - 奈良女子大学生活環境学部教授（学部改組による）
- 1995年（平成 7年） 9月 - Liberec工科大学（チェコ）名誉博士
- 1996年（平成 8年） - 日本熱物性学会会長[5]
- 1997年（平成 9年） 4月 - 奈良女子大学長（2003年3月まで）
- 1999年（平成11年） - 紫綬褒章受勲。
- 2000年（平成 2年） 7月 - 日本学術会議会員（2003年6月まで）
- 2003年（平成 5年） 4月 - 奈良女子大学名誉教授
- 2009年（平成21年） 4月 - 瑞宝重光章受章[6][7]。
- 2019年（平成31年） 1月25日 - 死去。叙正四位[8]。

## 共編著
- 『被服学概論』 (奈良女子大学家政学シリーズ)辻井康子共編著. 朝倉書店 1987
- 『着心地の追究』酒井豊子共編著. 放送大学教育振興会 1995
- 『アパレル科学 美しく快適な被服を科学する』編著. 朝倉書店 1997
- 『被服学辞典』阿部幸子,鷹司綸子, 田村照子, 中島利誠,藤原康晴, 山名信子, 弓削治共編集 朝倉書店 1997